# Charles Sanders Peirce
Charles Sanders Peirce [/ˈpɛːrs/; dle angl. /ˈpɜːrs/] (10. září 1839 Cambridge, Massachusetts – 19. dubna 1914 Milford, Pensylvánie) byl americký vědec, matematik a logik, jeden z nejvýznamnějších amerických filozofů, zakladatel pragmatismu a moderní sémiotiky.

## Život
Peirce se narodil v rodině profesora matematiky na Harvardově univerzitě, kde také studoval filosofii, matematiku a přírodní vědy a roku 1863 obhájil doktorát z chemie. Krátce pracoval na Harvardu a v letech 1879–1883 přednášel logiku na Johns Hopkins University v Baltimoru, potom však musel akademickou kariéru opustit a pracoval jako geodet. Roku 1891 odešel na odpočinek, postavil si velký dům a odstěhoval se na venkov, kde žil v soukromí v krajní nouzi a věnoval se pouze přemýšlení a psaní. Trpěl nervovou chorobou a měl vlivné nepřátele. Soustavně ho naopak podporoval přítel William James.

## Dílo
Z Peirceova nesmírně rozsáhlého díla vyšlo za jeho života jen několik článků, dva z nich (Fixování mínění a Jak dosáhnout jasnosti myšlení) se považují za počátky pragmatismu. Část jeho pozůstalosti – nedatovaných náčrtů a poznámek – vyšla jako Collected Papers v 8 svazcích, souborné vydání má mít asi 30 svazků. Peirce se celý život zabýval základními filosofickými otázkami poznání, mínění, pravdy, znaku a významu i otázkami lidského jednání a společnosti. Přitom ovšem měnil jak své názory, tak i pojmy, takže orientace v jeho nesnadném a originálním díle je velmi obtížná.

### Epistemologie a teorie poznání
Peirce byl silně ovlivněn Kantovým náhledem, že poznání je významně ovlivněno poznávajícím a jeho nástroji. Spolehlivé poznání však nevzniká bezprostřední intuicí jako u Descarta, ani spekulací, nýbrž pouze praktickým i teoretickým jednáním a experimenty; požadavek naprosté jistoty však pokládal za směšný. Tento názor nazval falibilismus, což později použil Karl Popper. Peirceova pragmatická maxima říká, že pojem předmětu se určuje ze souhrnu účinků, jež tento předmět (předměty) působí. Peirceův pragmatismus je daleko teoretičtější než např. pragmatismus Williama Jamese nebo Johna Deweyho a týká se především logiky a tvorby pojmů.

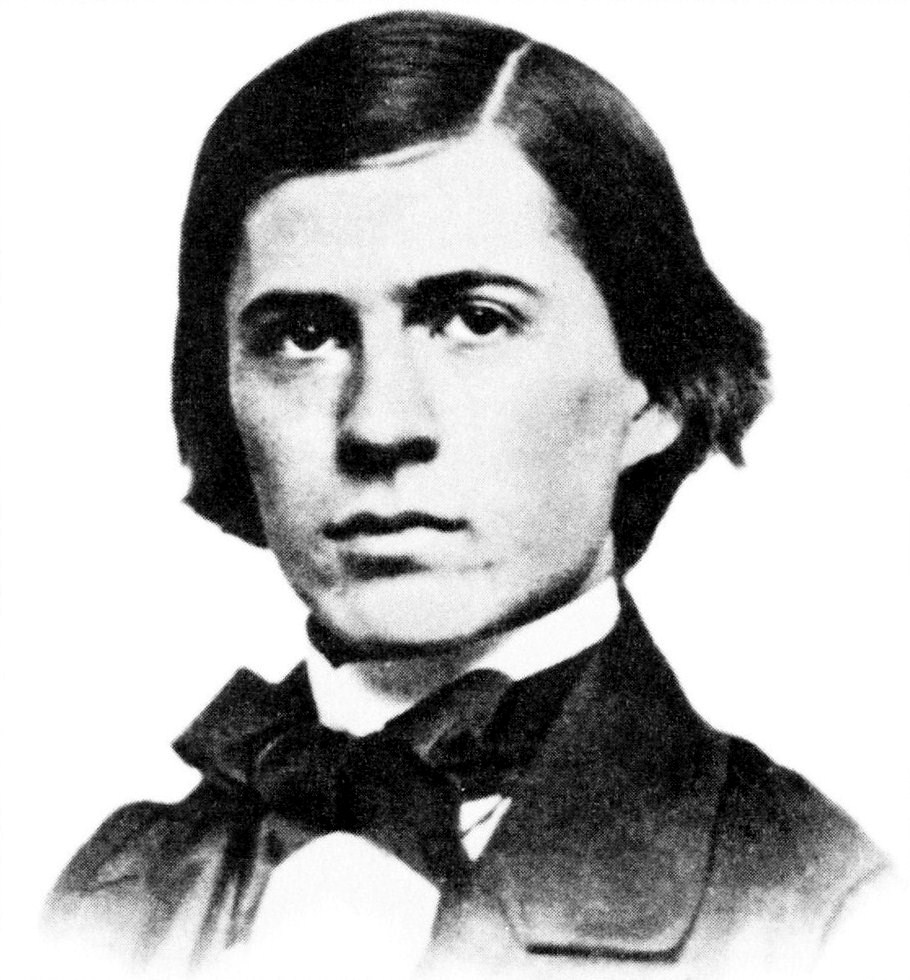
Charles Sanders Peirce (1859)

Poznání vždy navazuje na předchozí a protože vyžaduje obecně (intersubjektivně) srozumitelné znaky (např. slova), má vždy i svoji společenskou stránku a předpokládá komunikaci. Tvorba pojmů musí být svobodná, musí však brát ohled na srozumitelnost pro jiné. Poznání se získává:
1. dedukcí z evidentních pravd a charakterizuje racionalismus,
2. indukcí ze zkušenosti, jež charakterizuje empirismus, ale také
3. abdukcí, což je tvořivá činnost, vytvářející hypotézy a pravidla, jež dedukce i indukce potřebují. Zde se uplatňuje lidský vhled do souvislostí světa.

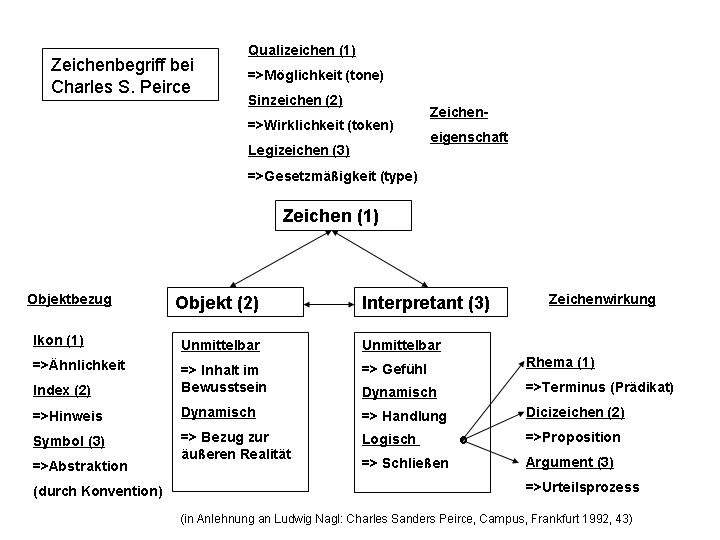
Peirceovo pojetí znaku

### Sémiotika
Fenomény (či podle Peirce fanera), tj. souhrny toho, co se člověku ve zkušenosti jakkoli dává, řadí do tří kategorií:
1. primární jsou ty, jež se dávají bezprostředně a beze vztahu k jiným, například smyslové nebo citové kvality;
2. sekundární jsou ty, jež lze uchopit jen ve vztahu k jiným, jako například síla, jež vystupuje jen v protikladu k odporu;
3. terciární fenomény vstupují do vztahu, zprostředkovaného třetím – například myšlenky nebo znaky, jejichž zprostředkování nelze vyložit jen dvojicí typu označující – označované.

Tak ve vztahu znaku a jeho předmětu nutně vystupuje i interpretace, jež je do tohoto vztahu uvádí. Znak a jeho interpretace vydělují předmět ze souvislosti světa a umožňují tak jeho poznání. V této souvislosti zavádí Peirce známé rozlišení podle toho, zda znak a předmět spolu souvisí:
1. přirozeně (index – například oheň a kouř),
2. na základě analogie (ikon – například obraz),
3. anebo pouze konvencí (symbol – například slovo).

### Logika a matematika
Při svých pracích z logiky objevil Peirce i řadu formálních postupů, například logické grafy, pravdivostní tabulky nebo množinové diagramy (dnes nazývané Vennovy), zavedl velmi rozšířenou logickou notaci (Peirce – Schröder) a užívání kvantifikátorů. Jako první vytvořil úplný systém booleovských funkcí a přišel na to, že by se daly realizovat elektrickými spínači, na což po 50 letech navázal Claude Shannon. Peirce dále navrhl první axiomatickou teorii množin, objevil dodnes užívanou axiomatizaci aritmetiky přirozených čísel (před Dedekindem a Peanem) a vytvořil algebru relací. Jako první také navrhl, aby se metr definoval pomocí vlnové délky světla.

## Význam a vliv
Peirce podstatně ovlivnil zejména americkou filosofii, pro niž patří mezi zakladatele. Z jeho myšlenek vycházeli další pragmatisté (William James, John Dewey), k Peirceovým obdivovatelům patřil např. Bertrand Russell, Alfred North Whitehead, Alfred Tarski nebo Karl Popper. Peirceova analýza zkušenosti, poznání a tvorby pojmů je v něčem velmi blízká analýze Husserlově a při výkladu svého pojmu faneroskopie uvažoval Peirce i o názvu fenomenologie. Zdaleka největší je však Peirceův význam v oblasti znaku, významu a komunikace čili v sémiotice. Ta se v průběhu 20. století rozvinula do značné šíře a teprve po druhé světové válce objevovala Peirceovy originální myšlenky. Roku 1946 byla založena Peirceova společnost a brzy následovaly další v řadě zemí celého světa.